# Northern Stories 1978/80
Northern Stories 1978/80 es un álbum compilatorio de la banda post-punk inglesa Manicured Noise, realizada en 2006 por Caroline True Records. El disco reúne grabaciones realizadas por la banda entre 1978 y 1980, como indica su nombre. 
Incluye temas pertenecientes a los dos únicos sencillos de la corta carrera musical del grupo, Metronome y Faith, lanzados en 1980, así como también a algunas grabaciones realizadas durante su etapa con el cantante original de la banda, Owen Gavin, y las sesiones con David Jensen.

## Canciones
| Northern Stories 1978/80 |                            |          |  |
| N.º                      | Título                     | Duración |  |
| 1.                       | «Metronome»                |          |  |
| 2.                       | «Moscow 1980»              |          |  |
| 3.                       | «Faith»                    |          |  |
| 4.                       | «Freetime»                 |          |  |
| 5.                       | «Long March»               |          |  |
| 6.                       | «Mystery Sound»            |          |  |
| 7.                       | «Survival Time»            |          |  |
| 8.                       | «Dreams Money Can Buy»     |          |  |
| 9.                       | «Payday»                   |          |  |
| 10.                      | «Competition»              |          |  |
| 11.                      | «Music A»                  |          |  |
| 12.                      | «The Human Fly»            |          |  |
| 13.                      | «Counterplan»              |          |  |
| 14.                      | «Music B»                  |          |  |
| 15.                      | «Infraudibles»             |          |  |
| 16.                      | «Banda sonora»             |          |  |
| 17.                      | «Great White Whale (Dub)»  |          |  |
| 18.                      | «Faith (Cassette Version)» |          |  |

## Créditos
- Steve Walsh: guitarra, voz principal (excepto 13 y 14).
- Stephanie Nuttall: batería.
- Jodie Taylor: bajo.
- Peter Bannister: clarinete y saxofón.
- Owen Gavin: voz principal (13 y 14).

En los videos de algunas canciones del compilado en la página web YouTube se llega a nombrar a otros dos exintegrantes de Manicured Noise, los guitarristas Arthur Kadmon y Jeff Noon, lo cual pudo haber dado a entender la participación de ambos en aquellos temas, lo cual no ocurrió, siendo desmentido esto además en el mismo sitio de Internet por el ex saxofinista de la banda, Pete Bannister. El contenido entero del recopilatorio se grabó cuando Kadmon y Noon ya no pertenecían al grupo.